# Scuola superiore di studi storici di San Marino
La Scuola superiore di studi storici è stata fondata nel 1988 come prima attività dell'Università degli Studi della Repubblica di San Marino, avviata dai discorsi introduttivi di Aldo Schiavone, professore di Diritto romano a Bari e Firenze, Fausta Morganti, deputato alla pubblica istruzione e cultura, Federico Mayor, direttore generale dell'UNESCO, e dalla lezione inaugurale tenuta il 30 settembre 1989 da Eugenio Garin. Il testo, intitolato Polibio e Machiavelli, fu pubblicato a cura di Gemma Cavalleri nel mese di luglio del 1990 dal Dicastero della pubblica istruzione e cultura. Successivamente il testo è apparso per i tipi di Einaudi insieme al saggio introduttivo alle Istorie Fiorentine, ora in ristampa anastatica dell'edizione Le Monnier del 1857.
La scuola diede vita ad un inedito itinerario fra discipline diverse, accogliendo sociologi e politologi, antropologi ed economisti, archeologi e giuristi, letterati e linguisti, fisici, geologi e genetisti; e storici in primo luogo, del mondo antico, dell'età moderna e contemporanea.

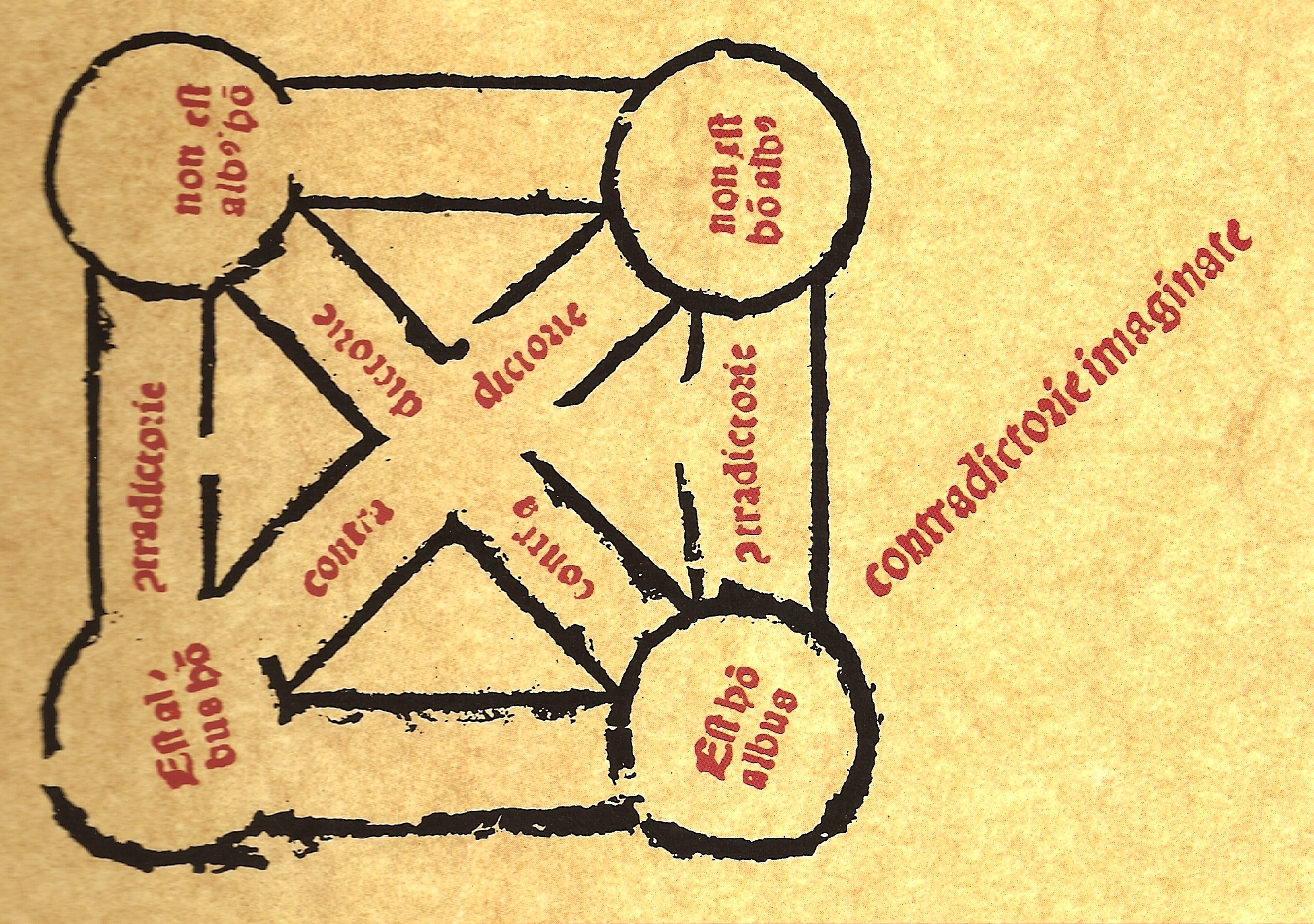
Copertina del volume della lezione inaugurale di Garin (1990)

## Attività
La scuola svolge attività didattica, editoriale e di ricerca.
Il dottorato di ricerca triennale istituito dalla scuola è stato sin dall'inizio uno degli esperimenti più innovativi in questo campo in Europa. Si contraddistingue per il carattere interdisciplinare della formazione offerta agli allievi, per l'apertura al mondo accademico internazionale e per la presenza dei nomi più rappresentativi negli studi storici e umanistici tra i docenti invitati per i cicli seminariali e i professori incaricati di seguire le ricerche degli allievi e allieve.
Il dottorato in studi storici è aperto a studenti di tutto il mondo laureati in storia e discipline affini, selezionati in base a un concorso per titoli ed esami. Una parte degli allievi riceve una borsa di studio. Durante il triennio gli allievi risiedono a San Marino nel periodo delle lezioni, in genere due cicli all'anno della durata di sei settimane ciascuno. Nel periodo restante essi svolgono la loro ricerca presso la sede più idonea, scelta d’accordo col docente responsabile e col consiglio scientifico della scuola. Le due serie annuali di lezioni seminariali, primaverile e autunnale, sono condotte da professori non residenti provenienti da università di tutto il mondo.
La presenza di studenti e di professori provenienti da tutto il mondo e lo svolgimento delle attività nelle tre lingue ufficiali della scuola (italiano, inglese e francese) garantiscono l'apertura internazionale della Scuola.
Una continua collaborazione con i centri scolastici sammarinesi ha permesso un forte radicamento della Scuola all'interno dei percorsi formativi di San Marino e, in generale, grazie anche all'attività di ricerca, nella vita sammarinese.

## Sede
Le attività si sono svolte, fino a giugno 2018,  presso l'antico monastero di Santa Chiara, sede principale dell'Università di San Marino. A causa della presenza delle attività del corso di Design della medesima Università, le attività del Dottorato in studi storici si sono spostate nella sede della Scuola di Salita alla Rocca. Sono aperte a uditori e cultori della materia.

## La biblioteca universitaria
La biblioteca è nata con la scuola ed è considerata uno strumento essenziale per l'attività didattica e di ricerca. Dispone di un patrimonio bibliografico di oltre 40.000 monografie, 4600 periodici e 161 riviste correnti. Contiene inoltre alcuni fondi di particolare valore, come il Fondo Young sulla memoria (2000 volumi con un settore antico di circa 200 volumi, tra manoscritti ed edizioni fino al 1800) e il Fondo Ruggiero Romano, 7000 volumi 200 riviste di particolare valore per lo studio della storia di età moderna.

## Esposizione del Fondo Young al Salone internazionale del libro
Inaugurando l'edizione del 2007 del Salone di Torino, Umberto Eco, tra gli ideatori dell'Università di San Marino, così concluse la sua lectio magistralis: “La biblioteca non è solo il luogo della tua memoria, dove conservi quel che hai letto, ma il luogo della memoria universale, dove un giorno, nel momento fatale, potrai trovare quello che altri hanno letto prima di te”. L'edizione del 2010 è stata dedicata proprio alla Memoria Svelata, e la biblioteca dell'Università di San Marino ha offerto i più preziosi volumi antichi tra quelli del Fondo Young, la più ricca raccolta al mondo di opere sulla memoria e le mnemotecniche. La biblioteca conservata a San Marino contiene alcuni manoscritti medievale e posteriori, 197 libri pubblicati prima del 1800 (tra cui 11 incunaboli), circa 2000 monografie di data posteriore, 2000 articoli, 500 pezzi di grafica e memorabilia, cimeli legati in qualche modo alla memoria e all'atto di ricordare. Le varie mnemotecniche insegnavano a disegnare nella propria mente una qualsiasi struttura spaziale che permettesse di discriminare tra divisioni e settori diversi in cui collocare immagini facili da memorizzare, oggetti noti oppure creature o eventi sorprendenti; assegnando poi a ciascuna di queste figure i nomi o i concetti che si volevano memorizzare.

## Attività editoriale
La Scuola superiore di studi storici, in collaborazione con la casa editrice Einaudi, ha pubblicato tra il 1993 e il 1997 alcuni volumi nella collana "Piccola biblioteca Einaudi", mentre nel 2010 ha inaugurato la collana "Critica storica" presso la casa editrice Il Mulino.
Volumi a cura dei docenti della Scuola superiore di studi storici:
- PBE 596 - Eugenio Garin, Machiavelli fra politica e storia, 1993, pp. 61
- PBE 597 - Jean Pierre Vernant e Aldo Schiavone, Ai confini della storia, 1993, pp. 64.
- PBE 598 - Louis Bergeron, Parigi. Il mito di una capitale, 1993, pp. 86
- PBE 599 - Oswyn Murray, La città greca, 1993, pp. 163
- PBE 607 - Haim Burstin, Francia 1789: la politica e il quotidiano, 1994, pp. 108
- PBE 608 - Francesco Barbagallo, La modernità squilibrata del mezzogiorno d'Italia, 1994, pp. 120
- PBE 611 - Peter Mathias, L'economia britannica dal 1815 al 1914. Crescita industriale e problemi di transizione, 1994, pp. 139
- PBE 620 - Giuliano Toraldo di Francia, Tempo cambiamento invarianza, 1994, pp. 99
- PBE 621 - Alberto Oliverio, Ricordi individuali, memorie collettive, 1994, pp. 102
- PBE 633 - Autori vari, Problemi e metodi della storiografia tedesca contemporanea, 1996, pp. 315
- PBE 634 - Antonio Di Meo, Circulus aeterni motus. Tempo ciclico e tempo lineare nella filosofia chimica della natura., 1996, pp. 184

Volumi a cura degli allievi della Scuola superiore di studi storici:
- PBE 612 - Sergio Luzzatto, L'autunno della rivoluzione. Lotta e cultura politica nella Francia del Termidoro, 1994, pp. 462
- PBE 622 - Andrea Carlino, La fabbrica del corpo. Libri e dissezione nel Rinascimento, 1994, pp. 269
- PBE 635 - Paulo F. Butti de Lima, L'inchiesta e la prova. Immagine storiografica, pratica giuridica e retorica nella Grecia classica, 1996, pp. 210
- PBE 640 - Loris Marcucci, Il Commissario di Ferro di Stalin. Biografia politica di Lazar M. Kaganovic, 1997, pp. 238

Altri volumi pubblicati dagli allievi della Scuola superiore di studi storici presso editori differenti:
- Michele Chiaruzzi, Politica di potenza nell'età del Leviatano. La teoria internazionale di Martin Wight, Bologna, il Mulino, 2008, pp. 368
- Dario Ippolito, Mario Pagano. Il pensiero giuspolitico di un illuminista, Torino, Giappichelli Editore, 2008, pp. 320
- Luigi Alberto Sanchi, Les Commentaires de la langue grecque de Guillaume Bude. L'oeuvre, ses sources, sa preparation, preface de Brigitte Mondrain, Genève, Librairie Droz, 2006, pp. 328

## Ventennale
Il 27 febbraio 2009 la ricorrenza del ventennale della fondazione della Scuola superiore di studi storici è stata celebrata con un incontro di studi alla presenza dei capitani reggenti della Repubblica di San Marino. L'incontro, presieduto da Luciano Canfora, si è svolto a partire dalle lezioni di Maurice Aymard su I territori e i tempi della storia oggi, Giuseppe Galasso su 'Storicismo e identità europea' e Adriano Prosperi su 'L'età del disciplinamento: un bilancio'.